# Список дипломатических миссий Филиппин

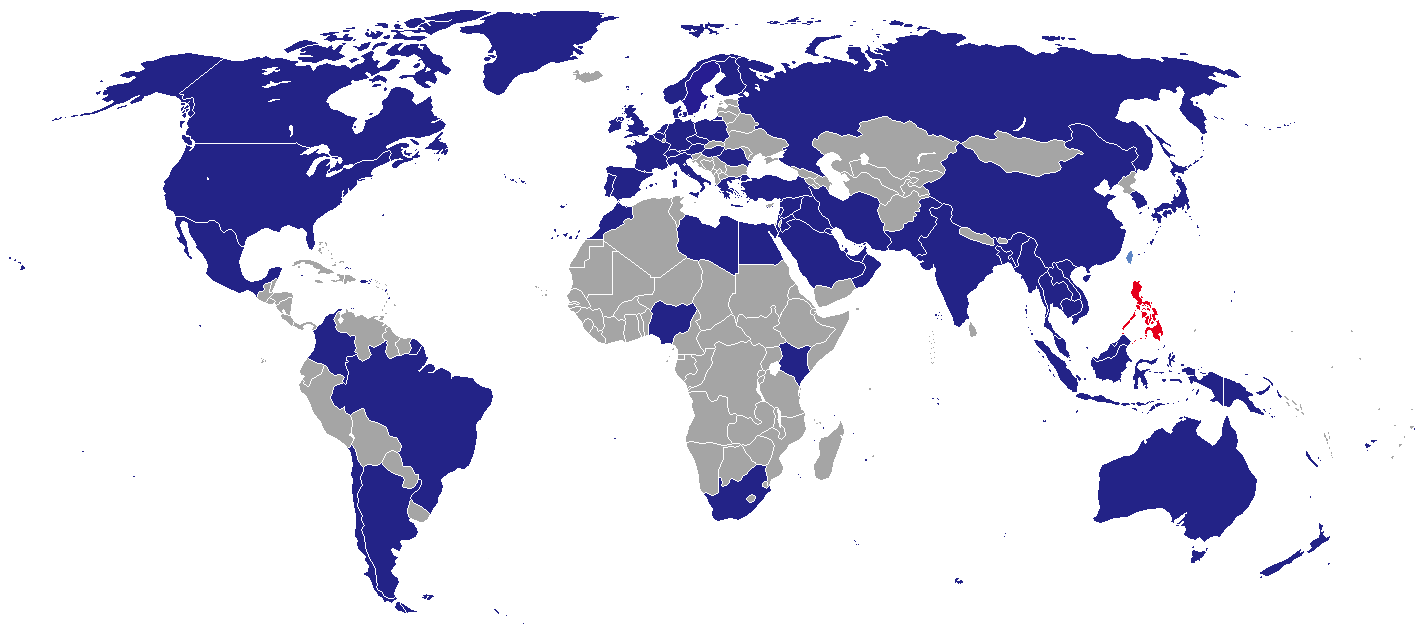
Дипломатические миссии Филиппин

Список дипломатических миссий Филиппин — перечень дипломатических миссий (посольств) и генеральных консульств Филиппин в странах мира (не включает почётных консульств).

## Европа
- Австрия
  - Вена (посольство)
- Бельгия
  - Брюссель (посольство)
- Ватикан
  - Ватикан (посольство)
- Великобритания
  - Лондон (посольство)
- Венгрия
  - Будапешт (посольство)
- Германия
  - Берлин (посольство)

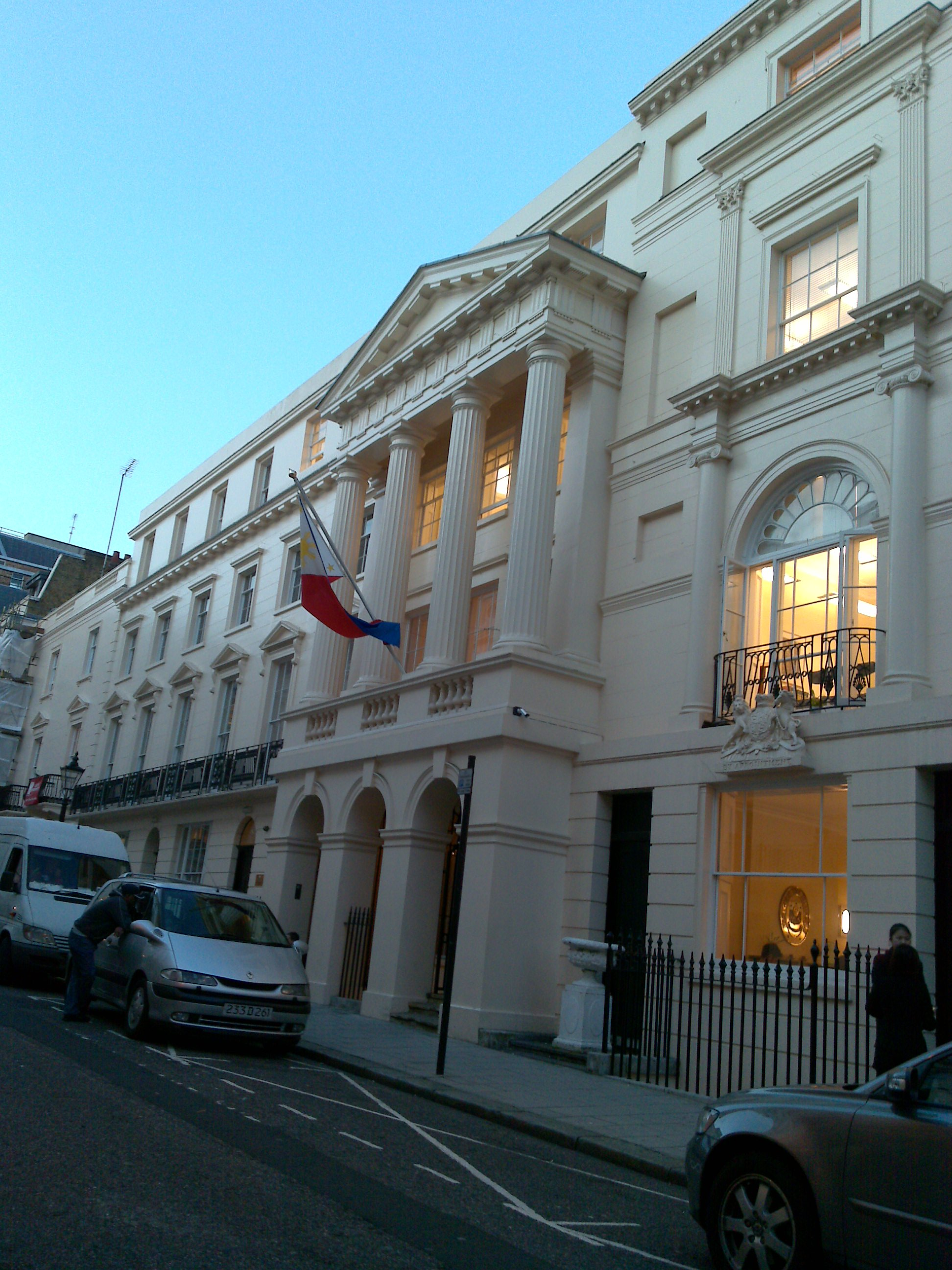
Посольство Филиппин в Лондоне

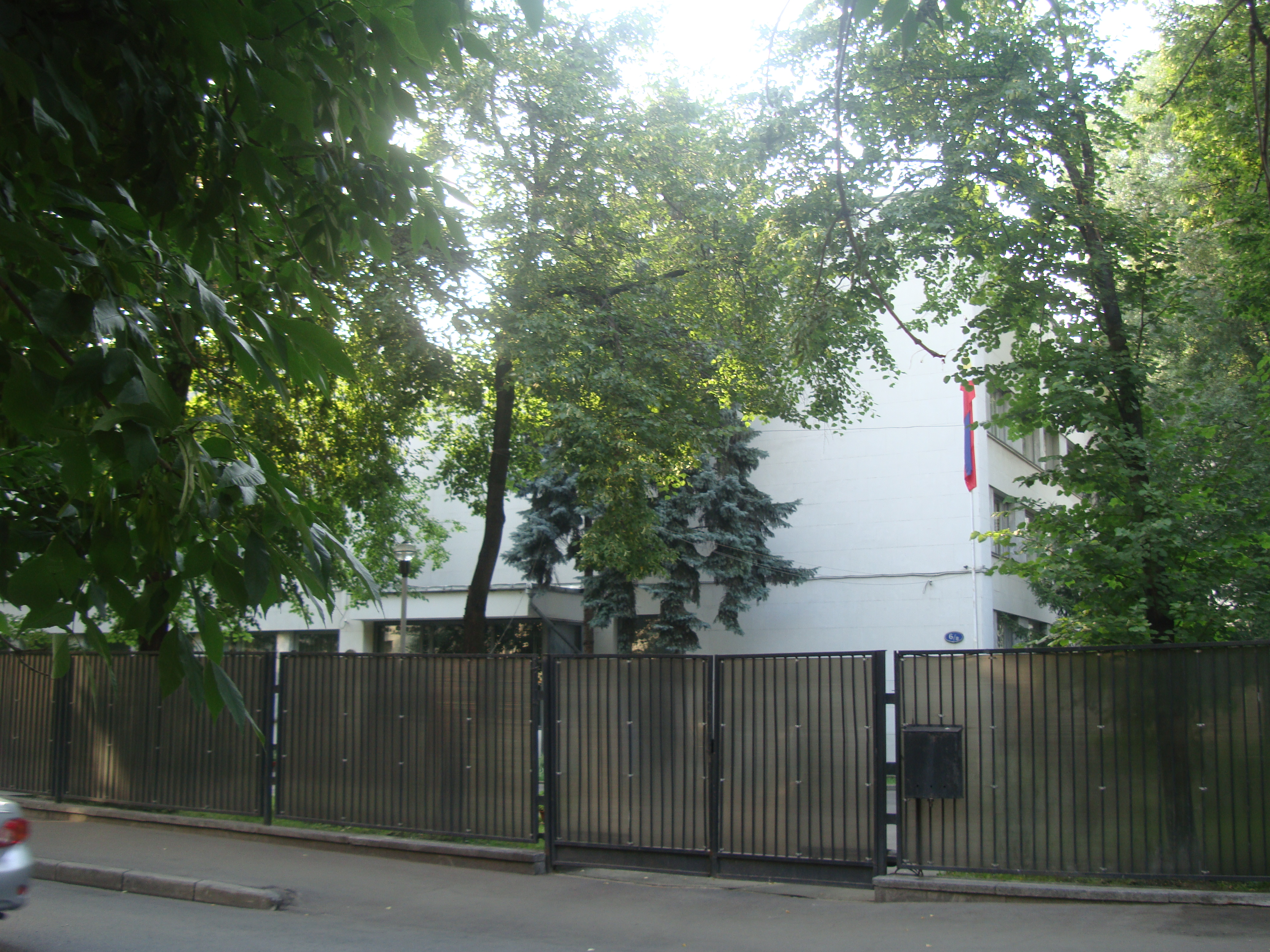
Посольство Филиппин в Москве

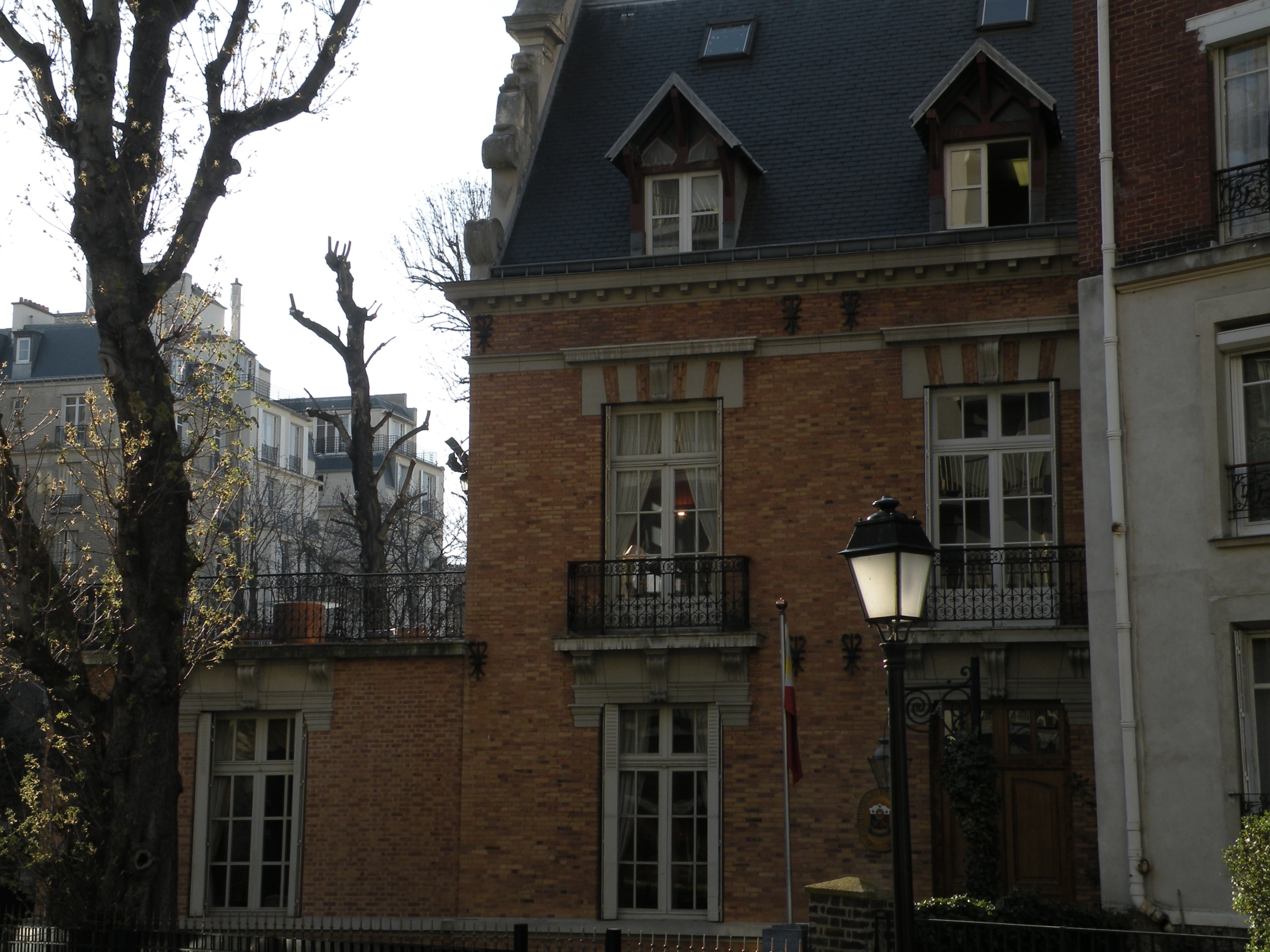
Посольство Филиппин в Париже

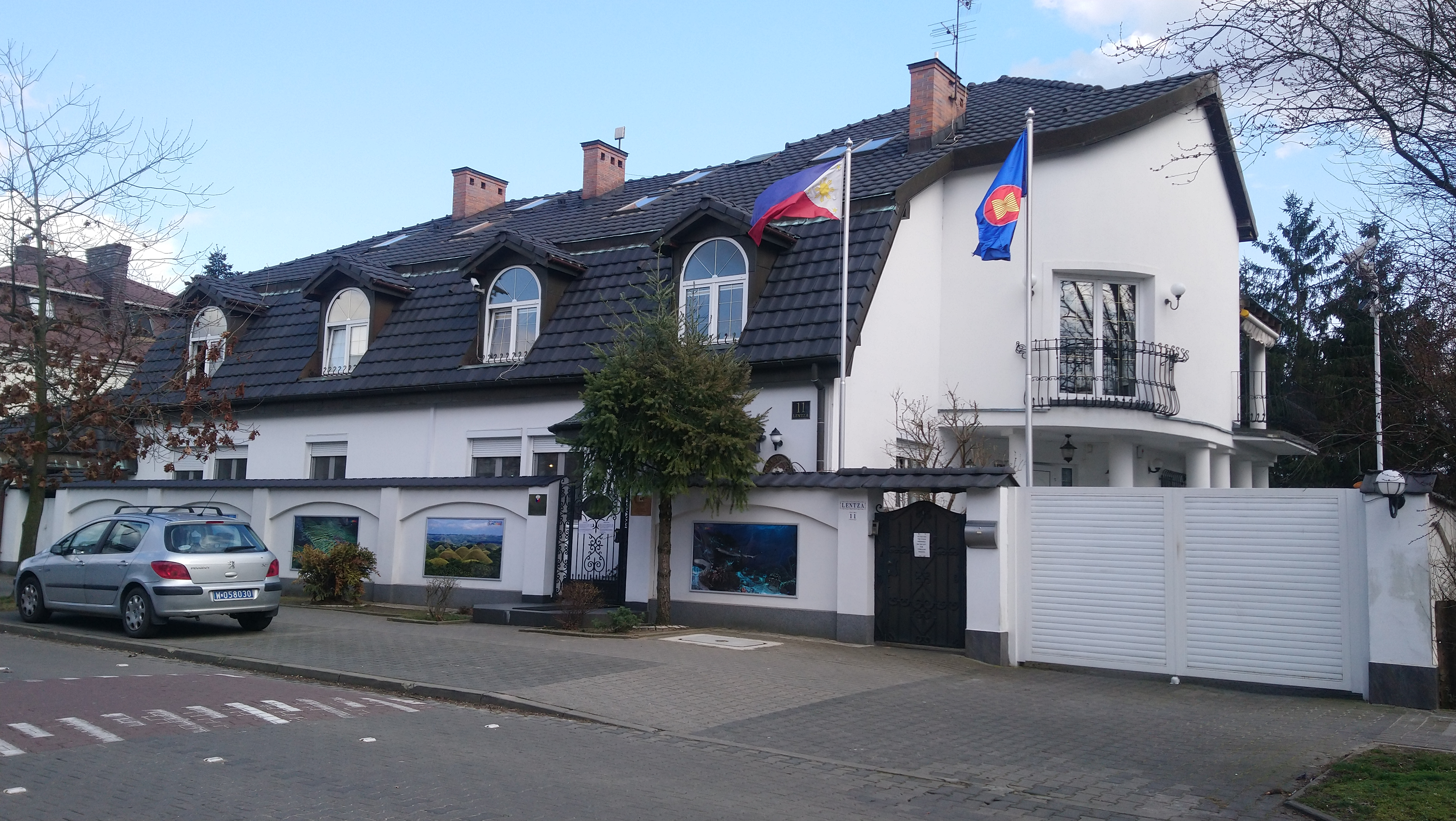
Посольство Филиппин в Варшаве

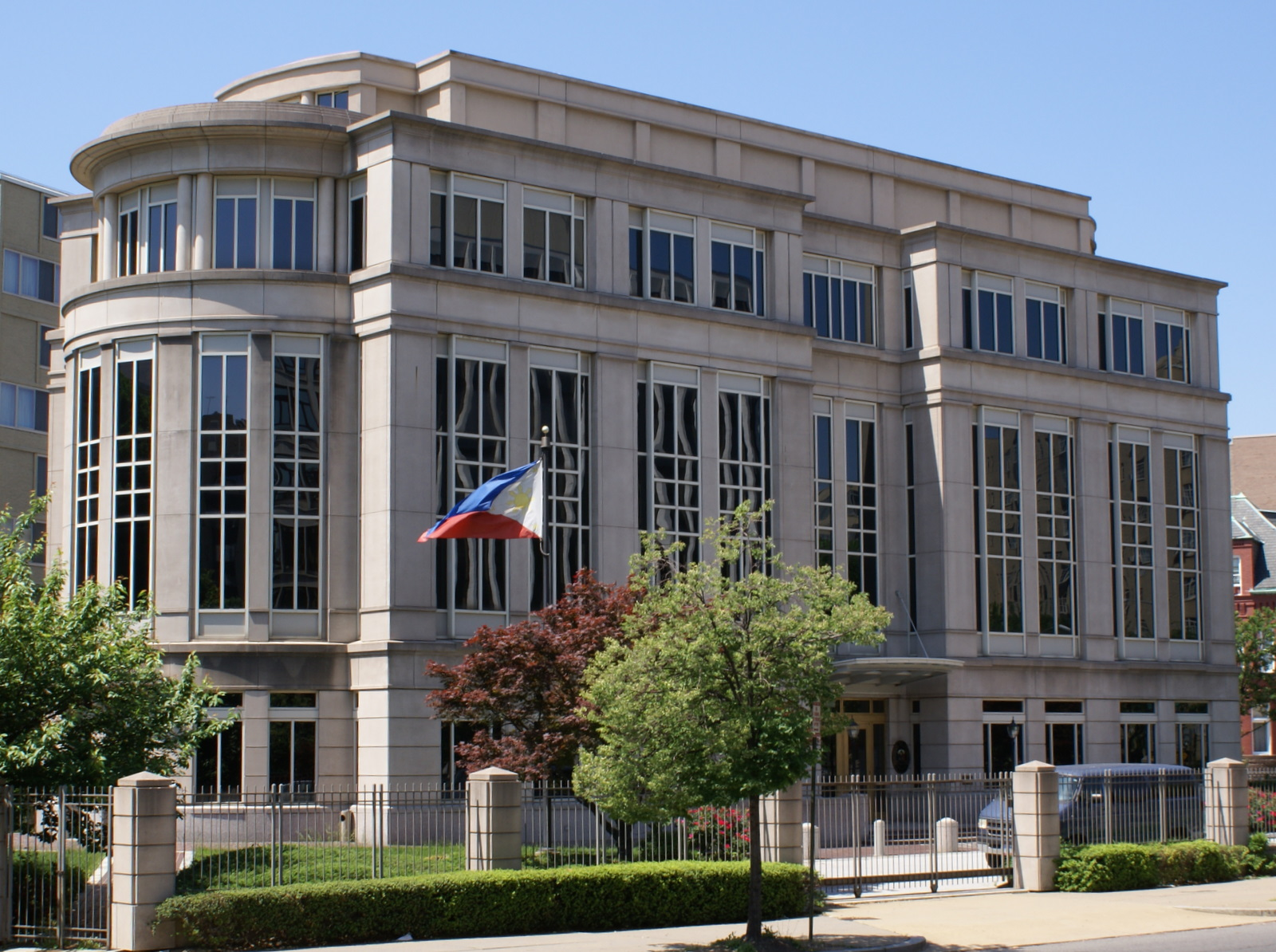
Посольство Филиппин в Вашингтоне

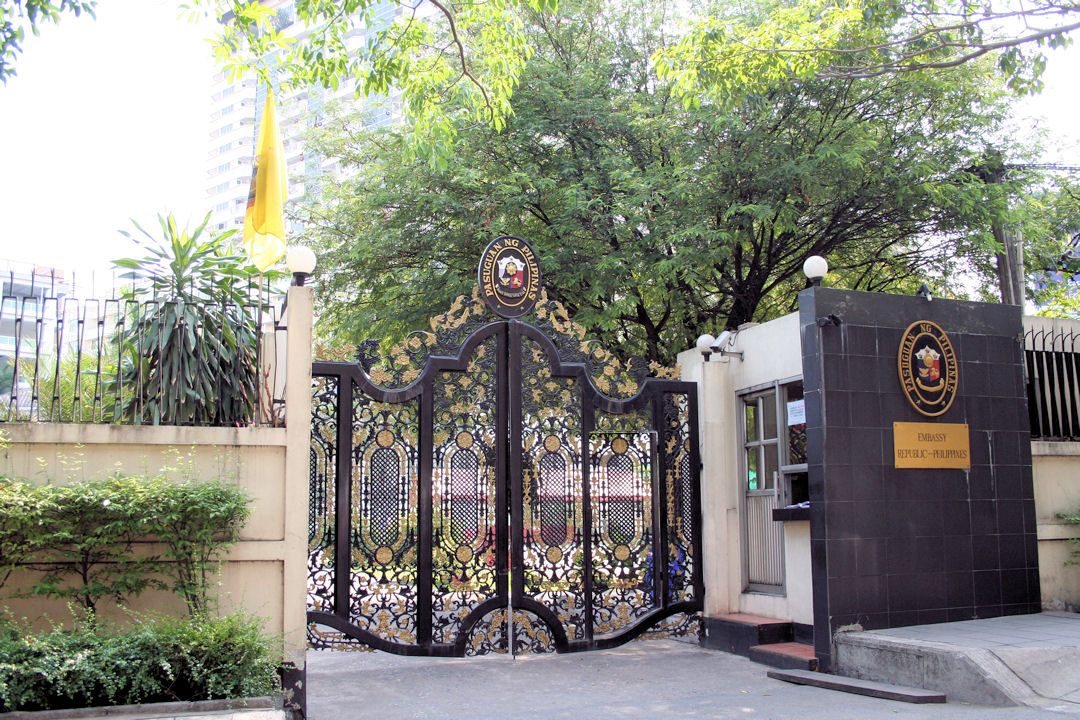
Посольство Филиппин в Бангкоке

  - Франкфурт-на-Майне (генеральное консульство)
- Греция
  - Афины (посольство)
- Ирландия
  - Дублин (посольство)
- Испания
  - Мадрид (посольство)
  - Барселона (генеральное консульство)
- Италия
  - Рим (посольство)
  - Милан (генеральное консульство)
- Нидерланды
  - Гаага (посольство)
- Норвегия
  - Осло (посольство)
- Польша
  - Варшава (посольство)
- Португалия
  - Лиссабон (посольство)
- Россия
  - Москва (посольство)
- Румыния
  - Бухарест (посольство)
- Финляндия
  - Хельсинки (посольство)
- Франция
  - Париж (посольство)
- Чехия
  - Прага (посольство)
- Швейцария
  - Берн (посольство)
- Швеция
  - Стокгольм (посольство)

## Азия
- Бангладеш
  - Дакка (посольство)
- Бруней
  - Бандар-Сери-Бегаван (посольство)
- Восточный Тимор
  - Дили (посольство)
- Вьетнам
  - Ханой (посольство)
- Индия
  - Нью-Дели (посольство)
- Индонезия
  - Джакарта (посольство)
  - Манадо (генеральное консульство)
- Камбоджа
  - Пномпень (посольство)
- Китай
  - Пекин (посольство)
  - Гонконг (генеральное консульство)
  - Гуанчжоу (генеральное консульство)
  - Макао (генеральное консульство)
  - Сямынь (генеральное консульство)
  - Чунцин (генеральное консульство)
  - Шанхай (генеральное консульство)
- Китайская Республика
  - Тайбэй (Экономическое и культурное представительство)
  - Гаосюн (Культурное представительство)
  - Тайчжун (Культурное представительство)
- Республика Корея
  - Сеул (посольство)
- Лаос
  - Вьентьян (посольство)
- Малайзия
  - Куала-Лумпур (посольство)
- Мьянма
  - Янгон (посольство)
- Пакистан
  - Исламабад (посольство)
- Сингапур
  - Сингапур (посольство)
- Таиланд
  - Бангкок (посольство)
- Япония
  - Токио (посольство)
  - Осака (генеральное консульство)

## Средний Восток
- Бахрейн
  - Манама (посольство)
- Израиль
  - Тель-Авив (посольство)
- Иордания
  - Амман (посольство)
- Ирак
  - Багдад (посольство)
- Иран
  - Тегеран (посольство)
- Катар
  - Доха (посольство)
- Кувейт
  - Кувейт (посольство)
- Ливан
  - Бейрут (посольство)
- ОАЭ
  - Абу-Даби (посольство)
  - Дубай (генеральное консульство)
- Оман
  - Маскат (посольство)
- Саудовская Аравия
  - Эр-Рияд (посольство)
  - Джидда (генеральное консульство)
- Сирия
  - Дамаск (посольство)
- Турция
  - Анкара (посольство)

## Северная Америка
- Канада
  - Оттава (посольство)
  - Ванкувер (генеральное консульство)
  - Торонто (генеральное консульство)
- Куба
  - Гавана (посольство)
- Мексика
  - Мехико (посольство)
- США
  - Вашингтон (посольство)
  - Гонолулу (генеральное консульство)
  - Лос-Анджелес (генеральное консульство)
  - Нью-Йорк (генеральное консульство)
  - Сайпан (генеральное консульство)
  - Сан-Франциско (генеральное консульство)
  - Чикаго (генеральное консульство)

## Южная Америка
- Аргентина
  - Буэнос-Айрес (посольство)
- Бразилия
  - Бразилиа (посольство)
- Венесуэла
  - Каракас (посольство)
- Чили
  - Сантьяго (посольство)

## Африка
- Египет
  - Каир (посольство)
- Кения
  - Найроби (посольство)
- Ливия
  - Триполи (посольство)
- Нигерия
  - Абуджа (посольство)
- ЮАР
  - Претория (посольство)

## Океания
- Австралия
  - Канберра (посольство)
  - Сидней (генеральное консульство)
- Новая Зеландия
  - Веллингтон (посольство)
- Палау
  - Мелекеок (посольство)
- Папуа — Новая Гвинея
  - Порт-Морсби (посольство)
- Гуам, Хагатна (консульство)
  - Тамунинг (консульство)

## Международные организации
- Брюссель (представительство при ЕС)
- Женева (постоянное представительство при ООН и других международных организациях)
- Джакарта (постоянное представительство при АСЕАН)
- Нью-Йорк (постоянное представительство при ООН)
- Париж (постоянное представительство при ЮНЕСКО)
- Вена (постоянное представительство при ООН, МАГАТЭ, ЮНИДО, ОДВЗЯИ)